# Trots allt!
 (signalé en mai 2025).
Si vous disposez d'ouvrages ou d'articles de référence ou si vous connaissez des sites web de qualité traitant du thème abordé ici, merci de compléter l'article en donnant les références utiles à sa vérifiabilité et en les liant à la section « Notes et références ».
- Archive Wikiwix
- Bing
- Cairn
- DuckDuckGo
- E. Universalis
- Gallica
- Google
- G. Books
- G. News
- G. Scholar
- Persée
- Qwant
- (zh) Baidu
- (ru) Yandex
- (wd) trouver des œuvres sur Wikidata

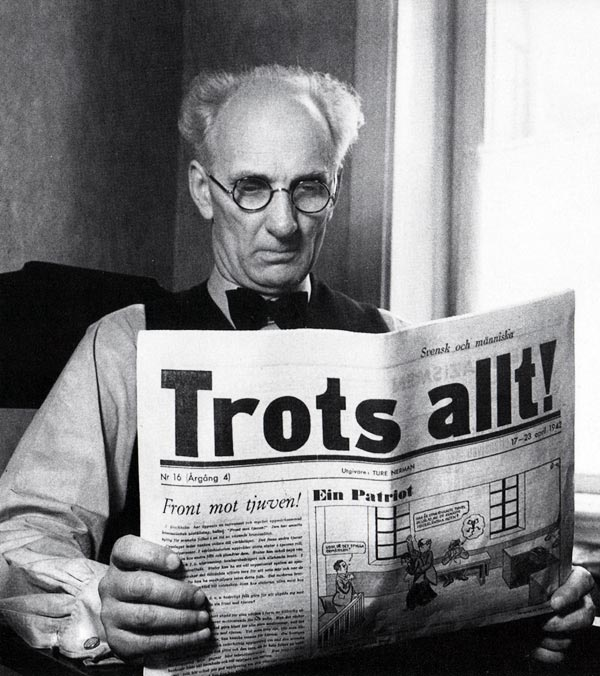
Ture Nerman, fondateur du journal, en 1942.

Trots allt!, que l'on pourrait traduire en français par « En dépit de tout » ou « Malgré tout », est un journal anti-nazi suédois fondé par Ture Nerman et paru entre 1939 et 1945. 
Le titre du journal fait référence au texte Trotz alledem! (Malgré tout !) de Karl Liebknecht paru en 1919.
Dès son lancement, le journal est accusé par le gouvernement de coalition de violer la neutralité de la Suède. En novembre 1939, son fondateur est poursuivi pour diffamation à l'encontre d'une puissance étrangère, pour un article intitulé Hitlers Helvetesmaskin, et condamné à trois mois de prison.